# بينج هاو
بينج هاو هو لاعب كرة قدم صيني، ولد في 25 ديسمبر 2001.